# Danh sách quốc gia và vùng lãnh thổ châu Phi
Đây là danh sách các quốc gia có chủ quyền và các vùng lãnh thổ thuộc châu Phi gồm các thông tin về thủ đô, ngôn ngữ, tiền tệ, dân số, diện tích và GDP đầu người (PPP).
Malta và những phần thuộc Ý, Tây Ban Nha, Bồ Đào Nha và Pháp nằm trên mảng lục địa châu Phi, tuy nhiên chúng được xem là thuộc châu Âu theo hiệp ước. Đảo Socotra cũng nằm trên mảng châu Phi, nhưng là một phần của quốc gia châu Á là Yemen. Ai Cập, mặc dù kéo dài qua châu Á ở bán đảo Sinai được xem là quốc gia châu Phi.

## Các quốc gia có chủ quyền

### Quốc gia được công nhận
54 quốc gia sau được công nhận đều là thành viên của Liên Hợp Quốc, và tất cả các quốc gia trên đều thuộc Liên minh châu Phi.
| Quốc gia                              | Quốc kỳ                | Thủ đô                                                   | Tiền tệ                     | Ngôn ngữ chính thức | Diện tích (km²)                                           | Dân số      | PPP (US$) | Bản đồ |
| ------------------------------------- | ---------------------- | -------------------------------------------------------- | --------------------------- | --- | --------------------------------------------------------- | ----------- | --------- | ------ |
| Cộng hòa Dân chủ Nhân dân Algérie     | Algérie                | Algiers                                                  | Dinar Algérie               | Tiếng Ả Rập | 2.381.740                                                 | 33.333.216  | 7.124     | 3      |
| Cộng hòa Angola                       | Angola                 | Luanda                                                   | Kwanza Angola               | Tiếng Bồ Đào Nha | 1.246.700                                                 | 15.941.000  | 2.813     | 42     |
| Cộng hòa Bénin                        | Bénin                  | Porto Novo                                               | Franc CFA Tây Phi           | Tiếng Pháp | 112.622                                                   | 8.439.000   | 1.176     | 24     |
| Cộng hòa Botswana                     | Botswana               | Gaborone                                                 | Pula                        | tiếng Anh, Tiếng Tswana | 581.726                                                   | 1.839.833   | 11.400    | 46     |
| Cộng hòa Burkina Faso                 | Burkina Faso           | Ouagadougou                                              | Franc CFA Tây Phi           | Tiếng Pháp | 274.000                                                   | 13.228.000  | 1.284     | 21     |
| Cộng hòa Burundi                      | Burundi                | Bujumbura                                                | Franc Burundi               | Tiếng Kirundi, Tiếng Pháp | 27.830                                                    | 7.548.000   | 739       | 38     |
| Cộng hòa Cameroon                     | Cameroon               | Yaoundé                                                  | Franc CFA Trung Phi         | Tiếng Pháp, tiếng Anh | 475.442                                                   | 17.795.000  | 2.421     | 26     |
| Cộng hòa Cabo Verde                   | Cabo Verde             | Praia                                                    | Escudo Cabo Verde           | Tiếng Bồ Đào Nha | 4.033                                                     | 420.979     | 6,418     | 14a    |
| Cộng hòa Trung Phi                    | Cộng hòa Trung Phi     | Bangui                                                   | Franc CFA Trung Phi         | Sango, Tiếng Pháp | 622.984                                                   | 4.216.666   | 1.198     | 27     |
| Cộng hòa Chad                         | Tchad                  | N'Djamena                                                | Franc CFA Trung Phi         | Tiếng Pháp, Tiếng Ả Rập | 1.284.000                                                 | 10.146.000  | 1.519     | 11     |
| Liên bang Comoros                     | Comoros                | Moroni                                                   | Comorian franc              | Tiếng Ả Rập, Tiếng Pháp, Tiếng Comoros | 2.235                                                     | 798.000     | 1.660     | 43a    |
| Cộng hòa Dân chủ Congo                | Cộng hòa Dân chủ Congo | Kinshasa                                                 | Franc Congo                 | Tiếng Pháp | 2.344.858                                                 | 71.712.867  | 774       | 34     |
| Cộng hòa Congo                        | Cộng hòa Congo         | Brazzaville                                              | Franc CFA Trung Phi         | Tiếng Pháp | 342.000                                                   | 4.012.809   | 3.919     | 25     |
| Cộng hòa Bờ Biển Ngà                  | Bờ Biển Ngà            | Yamoussoukro                                             | Franc CFA Tây Phi           | Tiếng Pháp | 322.460                                                   | 17.654.843  | 1.600     | 20     |
| Cộng hòa Djibouti                     | Djibouti               | Djibouti                                                 | Franc Djiboutian            | Tiếng Ả Rập, Tiếng Pháp | 23.200                                                    | 906.000     | 2.070     | 29     |
| Cộng hòa Ả Rập Ai Cập                 | Ai Cập                 | Cairo                                                    | Egyptian Pound              | Tiếng Ả Rập | 1.001.449                                                 | 80.335.036  | 4.836     | 5      |
| Cộng hòa Guinea Xích Đạo              | Guinea Xích Đạo        | Malabo                                                   | Franc CFA Trung Phi         | Tiếng Tây Ban Nha, Tiếng Pháp, Tiếng Bồ Đào Nha | 28.051                                                    | 504.000     | 16.312    | 31     |
| Nhà nước Eritrea                      | Eritrea                | Asmara                                                   | Nakfa                       | Tiếng Tigrinya, Tiếng Ả Rập, tiếng Anh | 117.600                                                   | 5.880.000   | 1.000     | 13     |
| Vương quốc Eswatini                   | Eswatini               | Lobamba (royal and legislative) Mbabane (administrative) | Lilangeni                   | tiếng Anh, Tiếng Swazi | 17.364                                                    | 1.032.000   | 5.245     | 50     |
| Cộng hòa Dân chủ Liên bang Ethiopia   | Ethiopia               | Addis Ababa                                              | Ethiopian birr              | Tiếng Amharic, tiếng Anh | 1.104.300                                                 | 85.237.338  | 1,100     | 28     |
| Cộng hòa Gabon                        | Gabon                  | Libreville                                               | Franc CFA Trung Phi         | Tiếng Pháp | 267.668                                                   | 1,384.000   | 7.055     | 32     |
| Cộng hòa Gambia                       | Gambia                 | Banjul                                                   | Dalasi                      | tiếng Anh | 10.380                                                    | 1.517.000   | 2002      | 15     |
| Cộng hòa Ghana                        | Ghana                  | Accra                                                    | Ghanaian cedi               | tiếng Anh, Tiếng Akan | 238.534                                                   | 23.000.000  | 2.700     | 22     |
| Cộng hòa Guinée                       | Guinée                 | Conakry                                                  | Guinean franc               | Tiếng Pháp | 245.857                                                   | 9.402.000   | 2.035     | 17     |
| Cộng hòa Guiné-Bissau                 | Guiné-Bissau           | Bissau                                                   | Franc CFA Tây Phi           | Tiếng Bồ Đào Nha | 36.125                                                    | 1.586.000   | 736       | 16     |
| Cộng hòa Kenya                        | Kenya                  | Nairobi                                                  | Kenyan shilling             | Tiếng Swahili, tiếng Anh | 580.367                                                   | 34.707.817  | 1.445     | 36     |
| Vương quốc Lesotho                    | Lesotho                | Maseru                                                   | Loti                        | Tiếng Sotho, tiếng Anh | 30.355                                                    | 1.795.000   | 2.113     | 49     |
| Cộng hòa Liberia                      | Liberia                | Monrovia                                                 | Dollar Liberia              | tiếng Anh | 111.369                                                   | 3.283.000   | 1.003     | 19     |
| Nhà nước Libya                        | Libya                  | Tripoli                                                  | Libyan dinar                | Tiếng Ả Rập | 1.759.540                                                 | 6.036.914   | 12.700    | 4      |
| Cộng hòa Madagascar                   | Madagascar             | Antananarivo                                             | Malagasy Ariary             | Tiếng Malagasy, Tiếng Pháp | 587.041                                                   | 18.606.000  | 905       | 44     |
| Cộng hòa Malawi                       | Malawi                 | Lilongwe                                                 | Malawian kwacha             | tiếng Anh, Tiếng Chewa | 118.484                                                   | 12.884.000  | 596       | 42     |
| Cộng hòa Mali                         | Mali                   | Bamako                                                   | Franc CFA Tây Phi           | Tiếng Pháp | 1.240.192                                                 | 13.518.000  | 1.154     | 9      |
| Cộng hòa Hồi giáo Mauritanie          | Mauritanie             | Nouakchott                                               | Mauritanian ouguiya         | Tiếng Ả Rập | 1.030.700                                                 | 3.069.000   | 2.402     | 8      |
| Cộng hòa Mauritius                    | Mauritius              | Port Louis                                               | Mauritian rupee             | tiếng Anh, Tiếng Pháp, Tiếng Mauritian Creole | 2.040                                                     | 1.219.220   | 13.703    | 44a    |
| Vương quốc Maroc                      | Maroc                  | Rabat                                                    | Moroccan dirham             | Tiếng Ả Rập, Tiếng Berber | 446.550 (quốc tế công nhận), 710,850 (tuyên bố chủ quyền) | 35.757.175  | 4.600     | 2      |
| Cộng hòa Mozambique                   | Mozambique             | Maputo                                                   | Mozambican metical          | Tiếng Bồ Đào Nha | 801.590                                                   | 20.366.795  | 1.389     | 43     |
| Cộng hòa Namibia                      | Namibia                | Windhoek                                                 | Namibian dollar             | tiếng Anh | 825.418                                                   | 2.031.000   | 7.478     | 45     |
| Cộng hòa Niger                        | Niger                  | Niamey                                                   | Franc CFA Tây Phi           | Tiếng Pháp | 1.267.000                                                 | 13.957.000  | 872       | 10     |
| Cộng hòa Liên bang Nigeria            | Nigeria                | Abuja                                                    | Nigerian naira              | tiếng Anh | 923.768                                                   | 154.729.000 | 1.188     | 25     |
| Cộng hòa Rwanda                       | Rwanda                 | Kigali                                                   | Rwandan franc               | Tiếng Rwanda, Tiếng Pháp, tiếng Anh | 26.798                                                    | 7.600.000   | 1.300     | 37     |
| Cộng hòa Dân chủ São Tomé và Príncipe | São Tomé và Príncipe   | São Tomé                                                 | São Tomé and Príncipe Dobra | Tiếng Bồ Đào Nha | 964                                                       | 157.000     | 1.266     | 31a    |
| Cộng hòa Senegal                      | Sénégal                | Dakar                                                    | Franc CFA Tây Phi           | Tiếng Pháp | 196.723                                                   | 11.658.000  | 1.759     | 14     |
| Cộng hòa Seychelles                   | Seychelles             | Victoria                                                 | Seychellois rupee           | tiếng Anh, Tiếng Pháp, Tiếng Seychellois Creole | 451                                                       | 80.654      | 11.818    | 39a    |
| Cộng hòa Sierra Leone                 | Sierra Leone           | Freetown                                                 | Leone                       | tiếng Anh | 71.740                                                    | 6.144.562   | 903       | 18     |
| Cộng hòa Liên bang Somalia            | Somalia                | Mogadishu                                                | Somali shilling             | Tiếng Somali, Tiếng Ả Rập | 637.657                                                   | 9.832.017   | 600       | 30     |
| Cộng hòa Nam Phi                      | Cộng hòa Nam Phi       | Bloemfontein, Cape Town, and Pretoria                    | South African rand          | Tiếng Afrikaans, tiếng Anh, Tiếng Nam Ndebele, Tiếng Bắc Sotho, Tiếng Sotho, Tiếng Swazi, Tiếng Tsonga, Tiếng Tswana, Tiếng Venda, Tiếng Xhosa, Tiếng Zulu | 1.221.037                                                 | 47.432.000  | 12.161    | 48     |
| Cộng hòa Nam Sudan                    | Nam Sudan              | Juba                                                     | Bảng Nam Sudan              | tiếng Anh | 644.329                                                   | 8.260.490   | 1.546     | 12     |
| Cộng hòa Sudan                        | Sudan                  | Khartoum                                                 | Bảng Sudan                  | Tiếng Ả Rập, tiếng Anh | 1.861.484                                                 | 36.787.012  | 2.300     | 12     |
| Cộng hòa Thống nhất Tanzania          | Tanzania               | Dodoma                                                   | Tanzanian shilling          | Tiếng Swahili, tiếng Anh | 945.203                                                   | 44.929.002  | 723       | 39     |
| Cộng hòa Togo                         | Togo                   | Lomé                                                     | Franc CFA Tây Phi           | Cộng hòa Pháp | 56.785                                                    | 6.100.000   | 1.700     | 23     |
| Cộng hòa Tunisia                      | Tunisia                | Tunis                                                    | Tunisian dinar              | Tiếng Ả Rập | 163.610                                                   | 10.102.000  | 8.800     | 3      |
| Cộng hòa Uganda                       | Uganda                 | Kampala                                                  | Ugandan shilling            | tiếng Anh, Tiếng Swahili | 236.040                                                   | 27.616.000  | 1.700     | 35     |
| Cộng hòa Zambia                       | Zambia                 | Lusaka                                                   | Zambian kwacha              | tiếng Anh | 752.614                                                   | 14.668.000  | 931       | 41     |
| Cộng hòa Zimbabwe                     | Zimbabwe               | Harare                                                   | USD và South African rand   | Tiếng Shona, Tiếng Bắc Ndebele, tiếng Anh | 390.757                                                   | 13.010.000  | 2.607     | 47     |

### Các quốc gia được công nhận một phần hoặc không được công nhận
Các quốc gia sau đây được chính họ tuyên bố thành lập ở Nam Phi như một quốc gia có chủ quyền nhưng vẫn chưa được công nhận chính thức hoặc hạn chế. Cộng hòa Sahrawi là một thành viên của Liên minh châu Phi.
| Quốc gia                       | Quốc kỳ    | Thủ đô                                  | Tiền tệ             | Ngôn ngữ chính thức | Diện tích (km²)    | Dân số    | PPP (US$) | Bản đồ |
| ------------------------------ | ---------- | --------------------------------------- | ------------------- | ------------------- | ------------------ | --------- | --------- | ------ |
| Cộng hòa Somaliland            | Somaliland | Hargeisa                                | Somaliland shilling | Somali              | 137.600            | 3.500.000 | 600       | 30     |
| Cộng hòa Dân chủ Ả Rập Sahrawi | Tây Sahara | El Aaiún (Maroc), Bir Lehlou (tạm thời) | Moroccan dirham     | -.                  | 267.405 (tuyên bố) | 266.000   | -         | 7      |

## Lãnh thổ không có chủ quyền
Có 9 vùng lãnh thổ không có chủ quyền.

### Các lãnh thổ phụ thuộc
Đây là danh sách các lãnh thổ là được điều hành như những vùng phụ thuộc hải ngoại.
| Lãnh thổ                                                               | Cờ                                          | Thủ đô       | Tiền tệ              | Ngôn ngữ chính thức | Diện tích (km²) | Dân số                    | PPP (US$) | Bản đồ |
| ---------------------------------------------------------------------- | ------------------------------------------- | ------------ | -------------------- | ------------------- | --------------- | ------------------------- | --------- | ------ |
| Vùng đất phía Nam và châu Nam Cực thuộc Pháp (Îles Éparses chỉ 1 phần) |                                             | Saint-Pierre | Euro                 | Tiếng Pháp          | 38,6            | Không có dân số vĩnh viễn | Không có  |        |
| Saint Helena, Ascension và Tristan da Cunha (UK)                       | Saint Helena, Ascension và Tristan da Cunha | Jamestown    | Saint Helenian pound | tiếng Anh           | 420             | 5.661                     | Không có  | 40b    |

### Các khu vực khác
Danh sách này chứa các lãnh thổ được quản lý như 1 phần kết hợp của 1 quốc gia chủ yếu là phi-châu Phi.
| Lãnh thổ                               | Cờ               | Thủ đô                                               | Tiền tệ | Ngôn ngữ chính thức | Diện tích (km²) | Dân số        | PPP (US$) | Bản đồ |
| -------------------------------------- | ---------------- | ---------------------------------------------------- | ------- | ------------------- | --------------- | ------------- | --------- | ------ |
| Quần đảo Canaria                       | Quần đảo Canaria | Las Palmas de Gran Canaria và Santa Cruz de Tenerife | Euro    | Tiếng Tây Ban Nha   | 7.447           | 1.995.833     | -         | 6      |
| Ceuta (Thành phố tự trị của Ceuta)     | Ceuta            | Ceuta                                                | Euro    | Tiếng Tây Ban Nha   | 28              | 76.861        | -         | 2a     |
| Melilla (Thành phố tự trị của Melilla) | Melilla          | Melilla                                              | Euro    | Tiếng Tây Ban Nha   | 20              | 72.000        | -         | 2b     |
| Plazas de soberanía                    | Tây Ban Nha      | -                                                    | Euro    | Tiếng Tây Ban Nha   |                 | không người ở | -         | 2a     |
| Madeira (Khu tự trị Madeira)           | Madeira          | Funchal                                              | Euro    | Tiếng Bồ Đào Nha    | 828             | 245.806       | -         | 1      |
| Mayotte (Pháp)                         | Mayotte          | Mamoudzou                                            | Euro    | Tiếng Pháp          | 374             | 186.452       | 2.600     | 43b    |
| Réunion                                | Réunion          | Saint-Denis                                          | Euro    | Tiếng Pháp          | 2.512           | 793.000       | =         | 44b    |